# غواص شائع

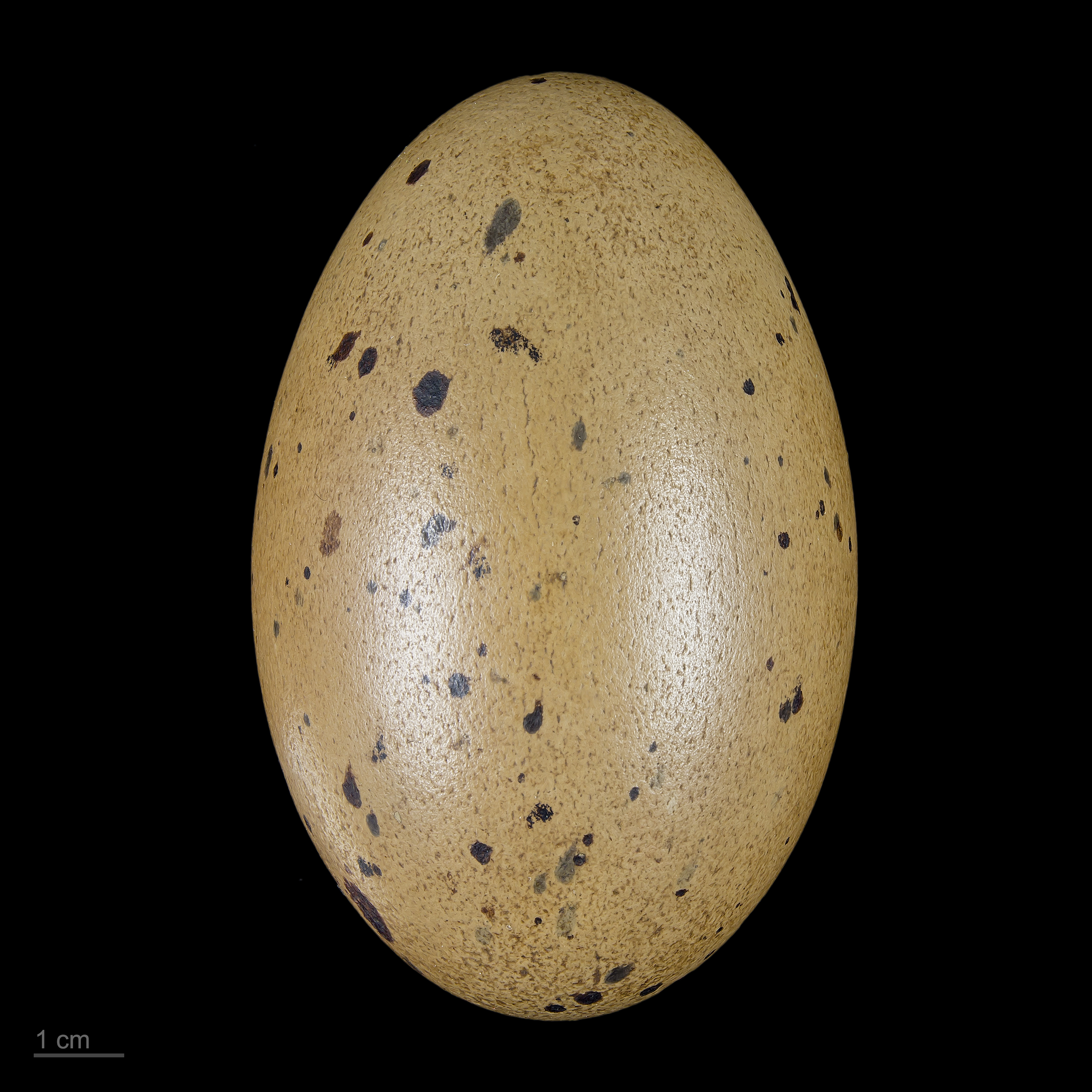
Gavia immer

غواص شائع أو سماك شائع أو سماك شمالي كبير أو غماس الشمال الكبير (الاسم العلمي: Gavia immer) (بالإنجليزية: Common Loon)‏ هو نوع من الطيور يتبع جنس الغواص من الفصيلة الغواصية.